# Chela
A Chela  a csontos halak (Osteichthyes) főosztályának sugarasúszójú halak (Actinopterygii)  osztályába, a pontyalakúak (Cypriniformes) rendjébe, a pontyfélék (Cyprinidae) családjába, és a Danioninae alcsaládjába tartozó nem.

## Rendszerezés
A nemhez az alábbi 6 faj tartozik.
- Chela cachius
- Chela caeruleostigmata
- Chela dadiburjori
- Chela fasciata
- Chela laubuca
- Chela maassi